# Hypoponera beppin
Hypoponera beppin is een mierensoort uit de onderfamilie van de Ponerinae. De wetenschappelijke naam van de soort is voor het eerst geldig gepubliceerd in 1999 door Terayama.